# Eduardo Ricagni
Eduardo Ricagni (29. duben 1926, Buenos Aires, Argentina – 1. leden 2010, Buenos Aires, Argentina) byl argentinský fotbalový záložník, který reprezentoval italskou reprezentaci.
Ve věku 16 let debutoval v argentinské lize za klub Platense. Poté oblékal dresy Boci Juniors, Chacarita Juniors a Huracánu. V roce 1953 odešel hrát do Itálie, kde podepsal smlouvu z Juventusem. Zde vydržel jednu sezonu. Následoval přestup do Milána, kde hrál dvě sezony a hned v první sezoně získal titul (1954/55). Pak odešel do Turína a kariéru zakončil v roce 1959 v druholigovém klubu Catanie.
Za reprezentaci odehrál tři utkání a vstřelil dvě branky. Jednu branku vstřelil proti Československu.

## Hráčská statistika
| Sezóna           | Klub             | Liga             | Liga   | Liga | Ligové poháry | Ligové poháry | Ligové poháry | Kontinentální poháry | Kontinentální poháry | Kontinentální poháry | Celkem | Celkem |
| Sezóna           | Klub             | Soutěž           | Zápasy | Góly | Soutěž        | Zápasy        | Góly          | Soutěž               | Zápasy               | Góly                 | Zápasy | Góly   |
| ---------------- | ---------------- | ---------------- | ------ | ---- | ------------- | ------------- | ------------- | -------------------- | -------------------- | -------------------- | ------ | ------ |
| 1953/54          | Juventus         | Serie A          | 24     | 17   | -             | 0             | 0             | -                    | 0                    | 0                    | 24     | 17     |
| 1954/55          | Milán            | Serie A          | 26     | 6    | -             | 0             | 0             | -                    | 0                    | 0                    | 26     | 6      |
| 1955/56          | Milán            | Serie A          | 17     | 5    | -             | 0             | 0             | PMEZ                 | 3                    | 2                    | 20     | 8      |
| 1956/57          | Turín            | Serie A          | 31     | 5    | -             | 0             | 0             | -                    | 0                    | 0                    | 31     | 5      |
| 1957/58          | Turín            | Serie A          | 14     | 4    | -             | 0             | 0             | -                    | 0                    | 0                    | 14     | 4      |
| 1958             | Janov            | Serie A          | 0      | 0    | IP            | 1             | 0             | -                    | 0                    | 0                    | 1      | 0      |
| 1958/59          | Catania          | Serie B          | 28     | 2    | -             | 0             | 0             | -                    | 0                    | 0                    | 28     | 2      |
| Celkově v Itálii | Celkově v Itálii | Celkově v Itálii | 140    | 39   | -             | 1             | 0             | -                    | 3                    | 2                    | 144    | 41     |

## Hráčské úspěchy

### Klubové
- 1× vítěz 1. italské ligy (1954/55)

### Reprezentační
- 1× na MP (1948–1953)

### Individuální
- 1× nejlepší střelec argentinské ligy (1952)